# Kaple svatého Floriána (Bučávka)
Kaple svatého Floriána se nachází na katastrálním území Bučávka obce Liptaň v okrese Bruntál. Je dokladem barokní lidové práce, je chráněná jako kulturní památka od roku 1958 a je zapsaná v Ústředním seznamu kulturních památek ČR.
Farnost Liptaň, děkanát Krnov, diecéze ostravsko-opavská.

## Historie

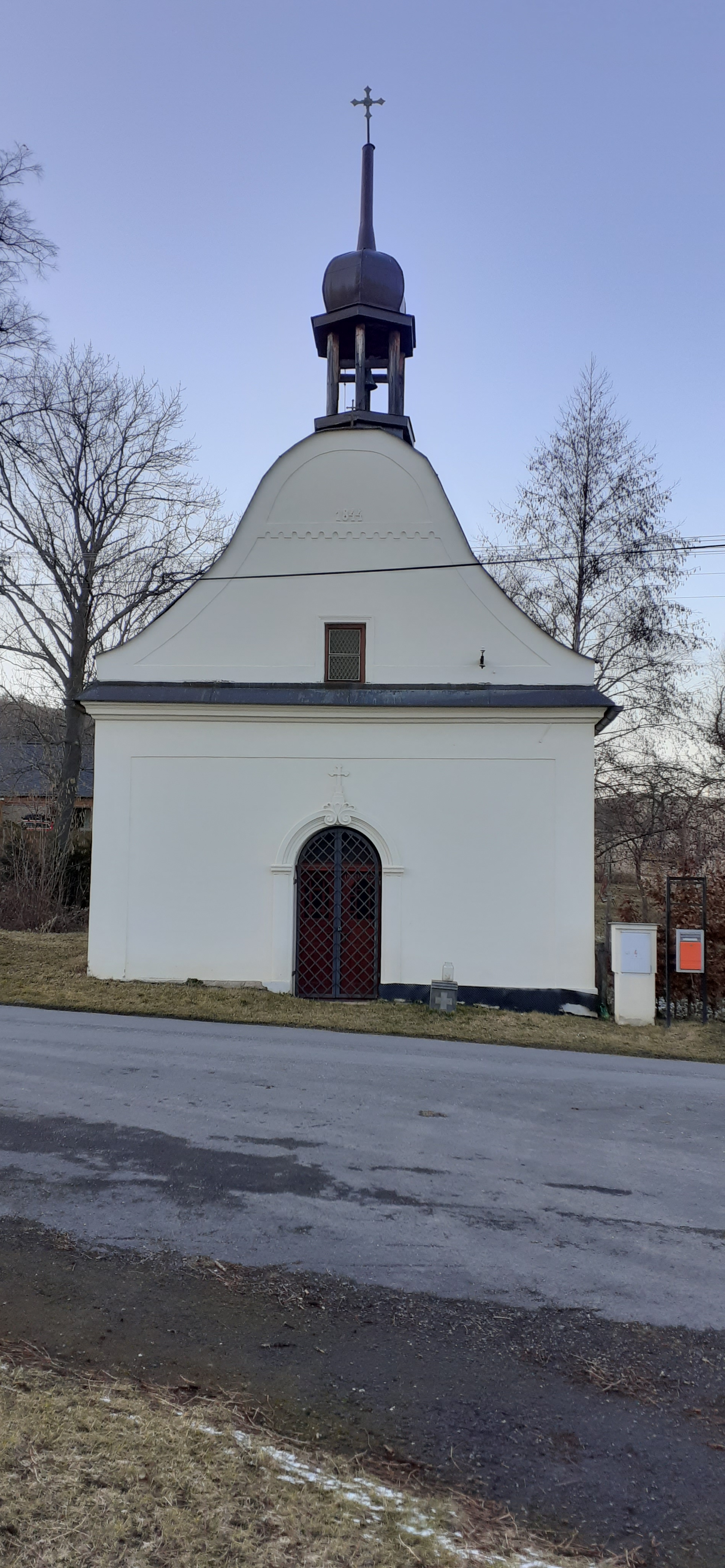

Kaple byla postavena uprostřed osady Bučávka v roce 1844. Po rekonstrukci byla znovu vysvěcena 1. září 2018.

## Popis
Kaple je samostatně stojící zděná stavba na půdorysu obdélníku s půlkruhovým závěrem. Sedlová střecha je krytá břidlicí. Na hřebenu střechy je polygonální sanktusník s lucernou a cibulovou báni. Hlavní štítové průčelí je členěno rohovými plochými lizénami a korunní profilovanou římsou, nad níž je štít s půlkruhovým tympanonem členěný plochými lizénami; pod tympanonem je zubořez a pod ním pravoúhlé okno. V ose průčelí je vstupní portál zakončený půlkruhovou archivoltou a po stranách zdobený pilastry. Okna v lodi (1+1) mají půlkruhové záklenky.
V interiéru hladké zdi, strop plochý se štukovým kruhovým terčem uprostřed.